# Дом Жученковых
Дом Жученковых — старинный  дом в станице Старочеркасская.  Памятник жилой архитектуры XVIII века. Представляет собой дом-крепость. В окна вставлены кованые решётки, на первом этаже окна меньше по размеру и имеют подобно крепостным бойницам скошенные внутрь углы. Внутри дома была голландская печь, выложенная цветными изразцами. До настоящего времени печь не сохранилась. 

## История
Первый из рода Жученковых, Пётр Ефремович Жученков, купил у ногайского князя участок земли с домом, на этом месте, по преданию, был основан Черкасск. Донской историк Е. Савельев  писал, что у "казака Старочеркасской станицы Петра Ефремовича Жученкова имеется акт в виде купчей крепости на татарском и русском языках о покупке дома запорожцем Жученко в 1517 году у одного татарского князька в стане Черкасском".
Потом дом принадлежал  членам богатого казачьего рода Прибылянской станицы города Черкасска Степану и Федору Жученковым.
Дом известен тем, что в 1671 году в нем держали перед отправкой в Москву на казнь закованного в цепи Степана Разина. В XIX веке хозяином дома был Петр Жученков.
В прошлом веке в этом доме находилась городская полиция. До революции в этом древнейшем на Дону здании находилась полиция. После Октябрьской революции здесь помещался станичный Совет. В настоящее время в доме Жученковых развернута одна из экспозиций музея-заповедника в станице Старочеркасской.

## Архитектура
Дом является образцом казаческой жилой архитектуры XVIII века. За время своего существования дом много раз перестраивался. К настоящему времени он представляет собой казаческий курень – каменный двухэтажный прямоугольный дом с крышей в четыре ската и с  подвалом. Дом стоит на высоком фундаменте. Если весной Дон разливался, то люди жили на втором этаже, а к перилам дверей привязывали лодку.
Снаружи дом напоминал крепость. В его окна были вставлены чугунные решетки, окна первого этажа были скошены вовнутрь. Стены дома были толстыми, во дворе дома находились хозяйственные постройки. В доме были сводчатые массивные потолки, сложенные из камня и кирпича, на окнах висели массивные железные ставни. Деревянный балкон у входа держался на кирпичных колоннах. К XX веку дом сохранял свое архитектурное убранство в стиле московского барокко.
Внутри дома стояла большая печь с  голландскими изразцами XVIII века. К настоящему времени печь не сохранилась. В доме  сохранились традиционные предметы быта, повествующие об истории рода Жученковых и жизни Донского казачества. Таких домов в Черкасске было 28.
Снаружи дом был обнесен изгородью и служил войсковым старшинам защитой от нападений. Иногда такая защита была ненадежной: из таких домов-крепостей выгонял казачьих старшин в 1708 году войсковой атаман Кондратий Булавин.